# L-amminoacido ossidasi
La L-amminoacido ossidasi è un enzima appartenente alla classe delle ossidoreduttasi, che catalizza la seguente reazione:
un L-amminoacido + H2O + O2 ⇄ un 2-ossoacido + NH3 + H2O2
L'enzima è una flavoproteina (FAD).
La fonte principale di L-amino acido ossidasi è il veleno di serpente, la cui colorazione gialla è dovuta alla presenta in elevate concentrazioni di questo enzima.